# 朱胤顯
朱胤顯，字兰谷，北直隶大名府滑县人，明朝政治人物。同进士出身。

## 生平
崇禎十五年（1642年）壬午科順天鄉試舉人，崇禎十六年（1643年）聯捷癸未科进士。明亡仕清，任河间府推官，调任淮安府推官。升任大理寺评事，工科给事中。参与撰写《重修滑县志》。

## 家族
曾祖朱文，临清运宰。祖父朱三顾，敕封行人，赠山西按察司副使。父朱灴，廪生，援例太學。